# Heavy Metal 2000
Heavy Metal 2000 – nakręcona w 2000 roku kontynuacja animowanego filmu Heavy Metal z 1981 roku, który z kolei opiera się na komiksie fantasy o tym samym tytule. 
Fabuła filmu bazuje bezpośrednio na komiksie Melting Pot, napisanej przez Kevina Eastmana, Simona Bisleya i Erica Talbota. Na ścieżkę dźwiękową złożyły się utwory takich zespołów i artystów heavymetalowych jak Coal Chamber, Apartment 26, Billy Idol, Monster Magnet, Pantera, System of a Down, MDFMK, Queens of the Stone Age, Puya i innych. Film stworzyła CinéGroupe, wytwórnia z Montrealu.